# Giuseppe Rescifina Messina 2000-2001
La stagione 2000-2001 della Giuseppe Rescifina Messina è stata la quinta in cui ha preso parte alla massima serie nazionale del campionato italiano femminile di pallacanestro.
La società messinese è arrivata 9ª in Serie A1.

## Verdetti stagionali
Competizioni nazionali
- Serie A1:

stagione regolare: 9º posto su 14 squadre (10-16).

## Organigramma societario
Aggiornato al 31 dicembre 2000.
- Presidente: Antonino Rescifina
- Vice presidente: Antonino Piccolo
- Dirigente responsabile e general manager: Antonino Bevacqua
- Dirigente accompagnatore: Salvatore Villarà
- Addetto stampa: Pietro Mazzù
- Dirigente addetto agli arbitri: Antonino De Marco
- Segretario: Letterio Delia

- Allenatore: Antonio Interdonato
- Aiuto allenatore: Giuseppe Romeo
- Medico sociale: Pierluigi Consolo
- Fisioterapista: Antonio Celeste

## Rosa
| Giocatrici |
| ---------- |

| N° | Naz.                   | Ruolo | Sportivo              | Anno | Alt. |  |
| -- | ---------------------- | ----- | --------------------- | ---- | ---- |  |
|    | Croazia (bandiera)     | C     | Žana Lelas            | 1970 | 188  |  |
|    | Stati Uniti (bandiera) | C     | Pollyanna Johns       | 1975 | 188  |  |
|    | Stati Uniti (bandiera) | G     | Andrea Stinson        | 1967 | 178  |  |
|    | Italia (bandiera)      | GA    | Stefania Paterna      | 1980 | 180  |  |
|    | Italia (bandiera)      | G     | Cristina Correnti     | 1972 | 178  |  |
|    | Italia (bandiera)      | P     | Valentina Petrassi    | 1974 | 172  |  |
|    | Italia (bandiera)      | P     | Francesca Di Battista | 1980 | 175  |  |
|    | Rep. Ceca (bandiera)   | C     | Jana Neradová         | 1967 | 195  |  |
|    | Bulgaria (bandiera)    | GA    | Evelina Guneva        | 1980 | 183  |  |
|    | Italia (bandiera)      | G     | Patrizia Samiani      | 1965 | 172  |  |
|    | Italia (bandiera)      | G     | Gabriella Arigò       | 1982 | 170  |  |
|    | Italia (bandiera)      | GA    | Katia Scionti         | 1975 | 180  |  |
|    | Italia (bandiera)      | P     | Antonella Scarci      | 1985 | 170  |  |

## Statistiche
| Giocatrice  | Gare | Punti | Minuti | Falli | Falli | Tiri da due | Tiri da due | Tiri da due | Tiri da tre | Tiri da tre | Tiri da tre | Tiri liberi | Tiri liberi | Tiri liberi | Rimbalzi | Rimbalzi | Palle | Palle | Assist | Val. |
| Giocatrice  | Gare | Punti | Minuti | F     | S     | R           | T           | %           | R           | T           | %           | R           | T           | %           | O        | D        | P     | R     | Assist | Val. |
| ----------- | ---- | ----- | ------ | ----- | ----- | ----------- | ----------- | ----------- | ----------- | ----------- | ----------- | ----------- | ----------- | ----------- | -------- | -------- | ----- | ----- | ------ | ---- |
| Lelas       | 26   | 374   | 722    | 82    | 91    | 132         | 236         | 55,9        | 13          | 51          | 25,5        | 71          | 93          | 76,3        | 48       | 99       | 54    | 45    | 3      | 360  |
| Johns       | 26   | 282   | 723    | 38    | 97    | 104         | 196         | 53,1        | 0           | 0           |             | 74          | 131         | 56,5        | 98       | 110      | 80    | 81    | 4      | 405  |
| Stinson     | 15   | 242   | 414    | 19    | 42    | 88          | 162         | 54,3        | 15          | 45          | 33,3        | 21          | 31          | 67,7        | 17       | 47       | 34    | 41    | 14     | 236  |
| Paterna     | 26   | 220   | 690    | 66    | 78    | 75          | 167         | 44,9        | 5           | 18          | 27,8        | 55          | 84          | 65,5        | 31       | 38       | 65    | 85    | 15     | 202  |
| Correnti    | 26   | 181   | 835    | 86    | 49    | 28          | 92          | 30,4        | 30          | 106         | 28,3        | 35          | 42          | 83,3        | 14       | 49       | 75    | 49    | 15     | 49   |
| Petrassi    | 26   | 163   | 678    | 74    | 61    | 14          | 46          | 30,4        | 33          | 104         | 31,7        | 36          | 51          | 70,6        | 5        | 25       | 85    | 53    | 16     | 46   |
| Di Battista | 23   | 112   | 438    | 44    | 22    | 22          | 63          | 34,9        | 17          | 67          | 25,4        | 17          | 28          | 60,7        | 2        | 24       | 51    | 25    | 20     | 8    |
| Neradova    | 24   | 86    | 406    | 63    | 28    | 34          | 90          | 37,8        | 0           | 0           |             | 18          | 43          | 41,9        | 26       | 35       | 24    | 24    | 6      | 37   |
| Guneva      | 8    | 29    | 116    | 11    | 12    | 7           | 41          | 17,1        | 4           | 11          | 36,4        | 3           | 7           | 42,9        | 9        | 9        | 14    | 15    | 0      | 4    |
| Samiani     | 5    | 7     | 51     | 4     | 5     | 2           | 11          | 18,2        | 0           | 0           |             | 3           | 7           | 42,9        | 2        | 0        | 9     | 4     | 1      | -7   |
| Arigo       | 4    | 7     | 25     | 2     | 0     | 2           | 3           | 66,7        | 1           | 4           | 25,0        | 0           | 0           |             | 2        | 1        | 2     | 2     | 0      | 4    |
| Scionti     | 8    | 6     | 90     | 17    | 5     | 2           | 15          | 13,3        | 0           | 0           |             | 2           | 4           | 50,0        | 5        | 1        | 8     | 7     | 1      | -15  |
| Scarci      | 4    | 0     | 12     | 1     | 2     | 0           | 0           | 0,0         | 0           | 1           | 0,0         | 0           | 0           |             | 0        | 0        | 1     | 0     | 1      | -4   |